# 国鉄EF66形電気機関車
EF66形電気機関車（EF66がたでんききかんしゃ）は、日本国有鉄道（国鉄）が1968年（昭和43年）から1974年（昭和49年）まで、日本貨物鉄道（JR貨物）が1989年（平成元年）から1991年（平成3年）まで製作した直流電気機関車である。
本形式の量産に先立ち、1966年（昭和41年）に試作されたEF90形電気機関車についても記述する。

## 概要

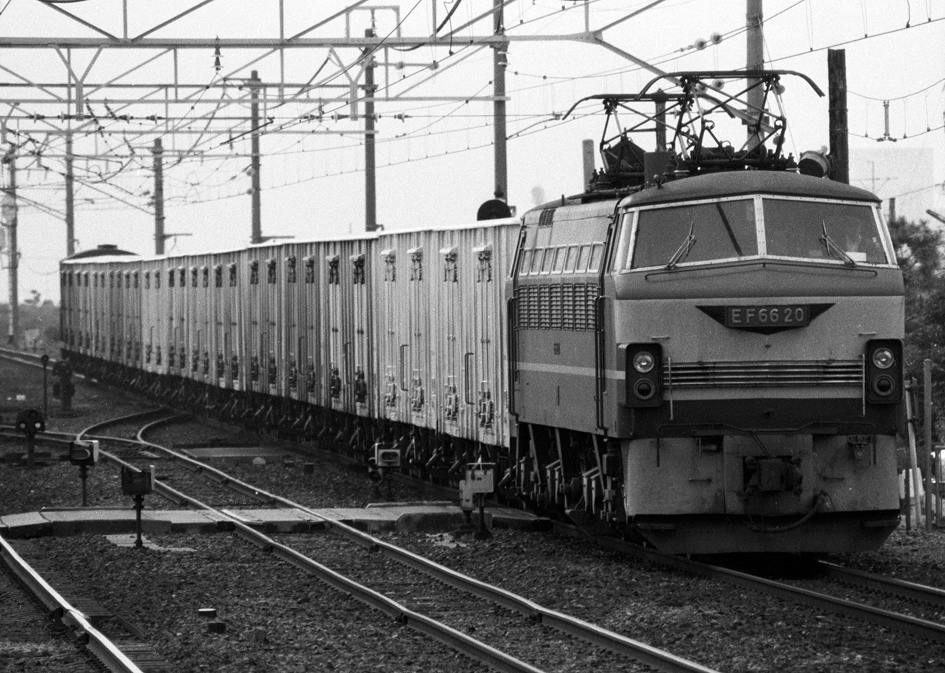
EF66 20牽引レサ10000系貨物列車（1985年、庭瀬駅）

名神・東名高速道路の整備により輸送シェアを拡大しつつあったトラック輸送に対抗するため、国鉄では特に所要時間の短縮が急務とされた生鮮品輸送を中心に貨物列車の高速化を計画した。最高速度 100 km/h での走行可能なコキ10000系コンテナ車・レサ10000系冷蔵車と並行して、東海道・山陽本線系統の高速貨物列車専用機として開発された。実際の性能は、110 km/hで最大1300トンのコンテナ貨車を牽引し、最長26両編成で運行できた。
当初は動軸数8軸の「H級」とする構想もあったが、大出力電動機の実用化に見込みがついたことから動軸数6軸の「F級」として開発が進められ、1966年9月に試作機が川崎車輛（現・川崎車両）で完成した。これがEF90形である。定格出力 3,900 kW は狭軌鉄道では当時世界最大のものであった。
同年11月より、先に運用を開始していたレサ10000系の特急鮮魚貨物列車「とびうお」「ぎんりん」の牽引で運用を開始し、運用結果を基に1968年から量産機の製作が開始された。量産機はEF66形を名乗ることとなった。
本形式の量産開始に伴い、これまで暫定的にEF65形（500番台F形）の重連牽引としてきた「とびうお」などの高速貨物列車は本形式1両での牽引に変更され、以後、東海道・山陽本線系統の高速貨物列車牽引で主に使用されてきた。1985年（昭和60年）3月からは、寝台特急（ブルートレイン）「はやぶさ」「富士」など旅客列車の牽引にも使用されるようになった。
1987年（昭和62年）の国鉄分割民営化では西日本旅客鉄道（JR西日本）とJR貨物に承継された。1989年には、JR貨物によって一部設計変更の上で新規製作が行われた。これはコンテナ貨物輸送の好調を受け、列車増発に対応するもので、当時並行して開発に着手した新型機関車の投入までに輸送状況の逼迫を賄う時間的猶予がなかったための過渡的な措置である。以降、コンテナ車を主とする貨物列車に重用されている。
第12回（1969年）鉄道友の会ブルーリボン賞受賞。国鉄・私鉄の機関車でブルーリボン賞を受賞した車両は2017年（平成29年）時点、本形式のみである。

## 構造
※ここでは設計当初の仕様について記述し、後年の変更箇所は当該節にて記述する。

### 車体

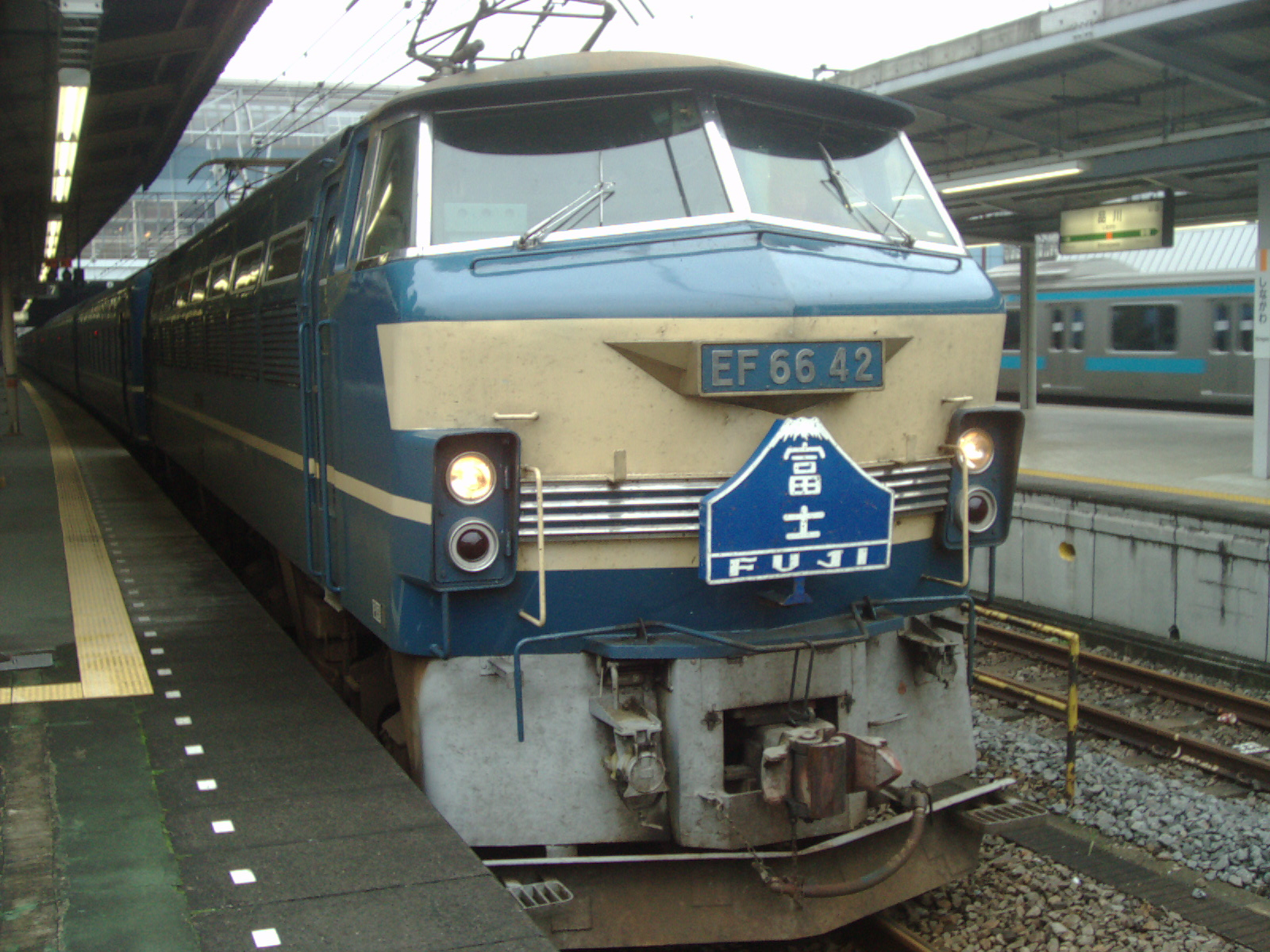
運転台回り。寝台特急牽引のため、ナンバープレートの下側にヘッドマークが取り付けられている（2004年11月12日 品川駅）。

911形機関車をベースとした高運転台式非貫通型で、従来の機関車より一段高い位置に設けられた運転台や中央部を突出させた前面形状は、後述の灯火配置やナンバープレートの台座ともども、当時の国鉄特急形電車に近い独特のデザインとなった。灯火類は正面下部に前灯・後部灯を垂直に配列、左右の灯火間には通風孔を兼ねたステンレスの飾り帯を配し、正面のナンバープレートは特急形電車に類似する逆三角形の標章と一体化した意匠である。外部塗色は車体が青15号（濃青色）、EF65 500番台の裾側と同じ高さに塗装でラインが入れられ、正面下部と側面の帯はクリーム1号である。

### 主要機器
主電動機は、1,000 tの貨物列車を100 km/hで運転することを開発目標として、三菱電機が原設計を担当した。本形式専用に開発された直流直巻整流子電動機のMT56（85 %界磁時の端子電圧750 V時、1時間定格出力650 kW、定格回転数1,260 rpm）を6基搭載する。このMT56は後述するQD10中空軸式可撓吊り掛け駆動装置を採用することを前提として、耐熱性の高い無溶剤エポキシ樹脂絶縁材の採用や定格回転数の引き上げなどで高出力を得られるように設計された低トルク高回転数仕様の高速電動機であり、MT52より軽量でありながら85 %界磁でMT52の全界磁時の約1.5倍の出力を実現した。本形式ではこのMT56を歯数比3.55で使用し、85 %界磁での定格速度を72.2 km/hに設定、より定格回転数の低いMT52で歯数比3.83としていたEF65形の全界磁定格速度45 km/hを大幅に上回ったのみならず、牽引力を低くし定格速度を高く設計されていた旅客用機関車のEF58形（歯数比2.68、全界磁定格速度68 km/h）による重連とほぼ同等の走行性能、言い換えればEF65形の牽引力とEF58形の運転速度を両立する、一種の万能機として完成した。
制御方式は国鉄直流電気機関車で一般的な抵抗制御であり、主電動機の電気配列をつなぎ変える組み合わせ制御は橋絡渡り方式を採用している。制御装置として、CS27抵抗バーニア制御器、CS28界磁制御器を搭載する。設計時には電車と同様、左側に主幹制御器、右側にブレーキハンドルを配置する計画もあったが、現場サイドの要望よりこれは廃案となった。
弱め界磁制御はS（直列）、SP（直並列）、P（並列）の各ノッチにおいて最弱40 %までの8段と在来車より多く設定し、細かな速度制御が可能である。制御回路はリレーからダイオード・サイリスタ・シンクロ電動機等の新技術が積極的に採用され、空転検知装置は電気機関車で初めて主電動機電機子電圧比較方式を採用した。

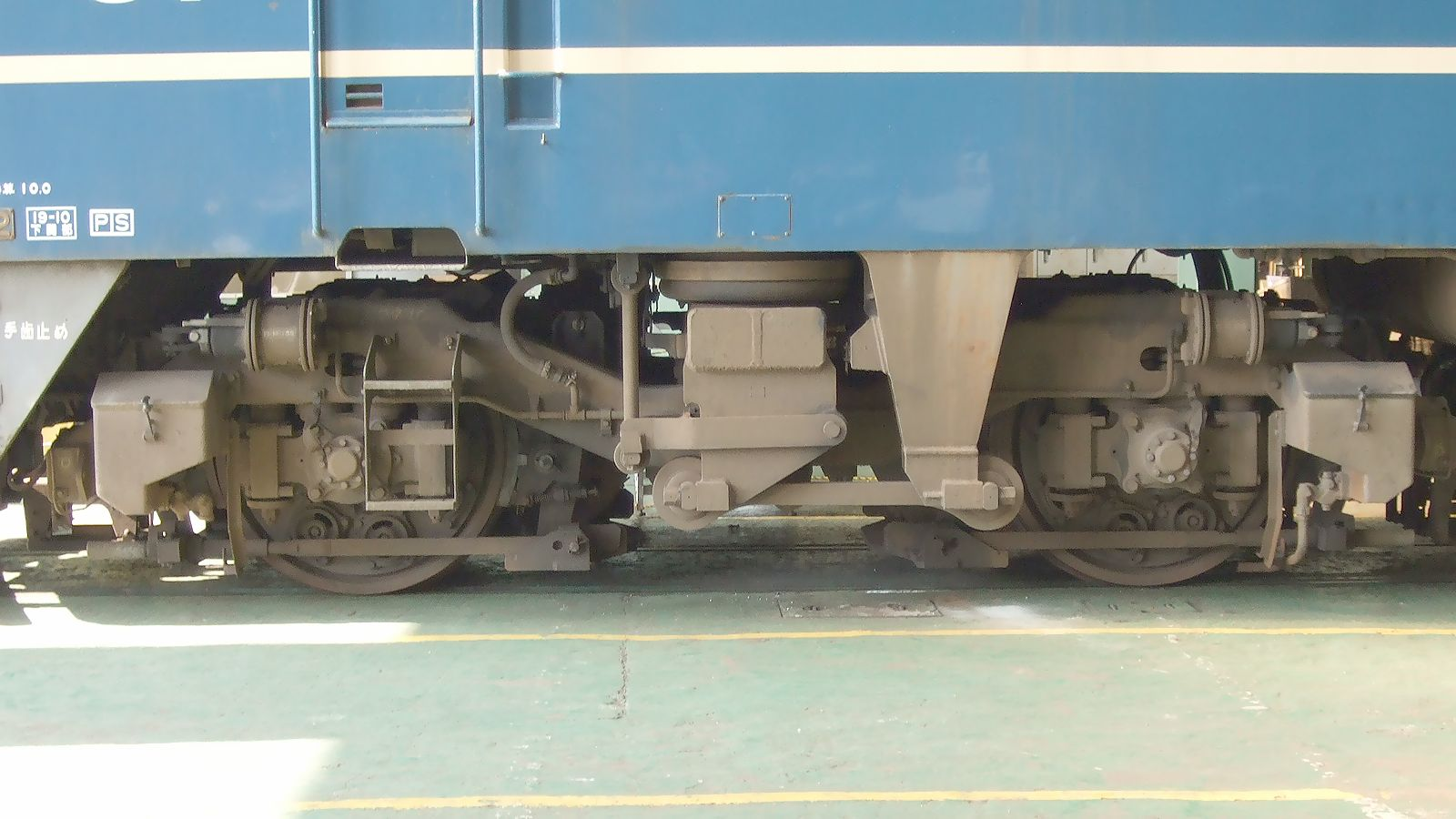
両端台車（DT133形）

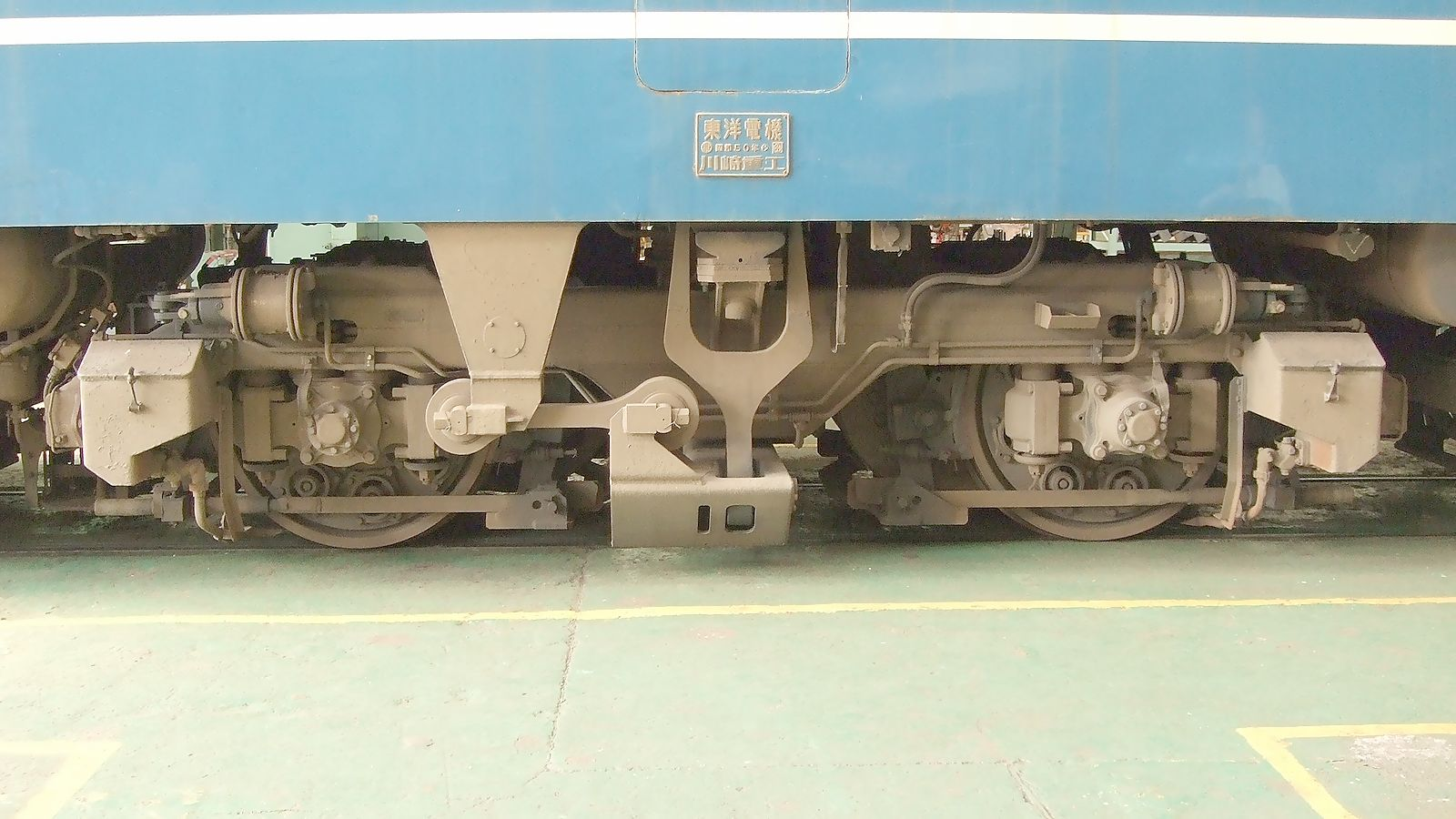
中間台車（DT134形）

台車はダイアフラム形空気ばねを枕ばねに用いたDT133（両端）・DT134（中間）で、両端のDT133は空気ばねを介してまくらばりに全荷重を伝え、牽引力伝達にもボルスタアンカーを用いる、同時期の電車用台車に近い構造になっている。中間のDT134は曲線通過時に横動に対応する必要があるため、上下揺れまくらと揺れまくら釣りを持つリンク式機構を備え、上揺れまくらが車体と結ばれている。
軸箱支持機構は台車枠の側梁から垂直に下ろされたピンと軸箱の円筒ゴムが摺動することで前後左右方向を弾性支持し、上下荷重は軸受直上に位置する2組のコイルばねが負担する、ED60形用DT106以来の方式が踏襲されている。
動力伝達機構は従来の吊り掛け式ではばね下重量が過大で軌道負担が大きく、またMT56のような高速電動機ではフラッシュオーバなどの故障が頻発する恐れがあったことから、新開発のQD10中空軸可撓吊り掛け式駆動装置を用いてばね下重量を軽減している。これは設計当時ドイツ連邦鉄道103型電気機関車などで採用されていたものと同様で、国鉄電気機関車では最初で最後の採用例となった。
高速貨物列車の牽引が前提であるため、ブレーキ装置には電磁ブレーキ指令装置と応速度単機増圧機能を装備する。電動空気圧縮機（CP）は10000系貨車の空気ばねにも空気圧を供給するため、EF65形と同様のMH92B-C3000を2基を搭載する。
連結器は周囲にブレーキ指令を伝えるブレーキ管（BP）および空気圧を供給する元空気溜管（MRP）、と2系統の空気管を装備し、同形の連結器を備える10000系高速貨車との連結時には空気管も自動的に連結される構造である。これは10000系貨車の各台車に備えられた空気ばねと各車のブレーキ装置を駆動する動力源となる元空気溜に空気圧を供給するMRPを編成全体に引き通すためで、連結器本体は遊間のない日本製鋼所設計の密着自動連結器（密自連）を使用して連結時に各空気管も確実に接続される設計としている。
補機類や計器類の電源を供給する補助電源には、EF65形と同様の5 kVAの容量を備えるMH81B-DM44B交流発電機を採用している。
電動機などの冷却に使用する電動送風機は、MH91G-FK99を2基搭載する。内訳は、第1 - 第4電動機用が1基、第5・6電動機・ブレーキ抵抗器用が1基である。
集電装置は、直流電気機関車標準の菱枠パンタグラフであるPS17を装備した。後年には生産終了となっていたPS17の部品調達が難しくなったことから、PS22B下枠交差形パンタグラフへの換装が施工されたものがある。PS17の予備部品の在庫状況（PS22Bに載せ替えられて降ろされたPS17も再整備で備品となる）から必要に応じて行われるため、一気に全車に施工されるものではなく、また一度PS22Bに載せ替えられてから、再度PS17に載せ替えられたものも存在する。
運転台操作機器は従来機関車の標準仕様から大きく変更された。ノッチ板を廃し電車同様の操作性をもつ主幹制御器ハンドル、電気機関車で初めて「セルシン」と呼称するシンクロ変換器を採用した弱め界磁ハンドル、人間工学の思想に基づき視認性を配慮して一直線に配置された計器類などを装備する。

## 形態区分

### 試作機（EF90形）

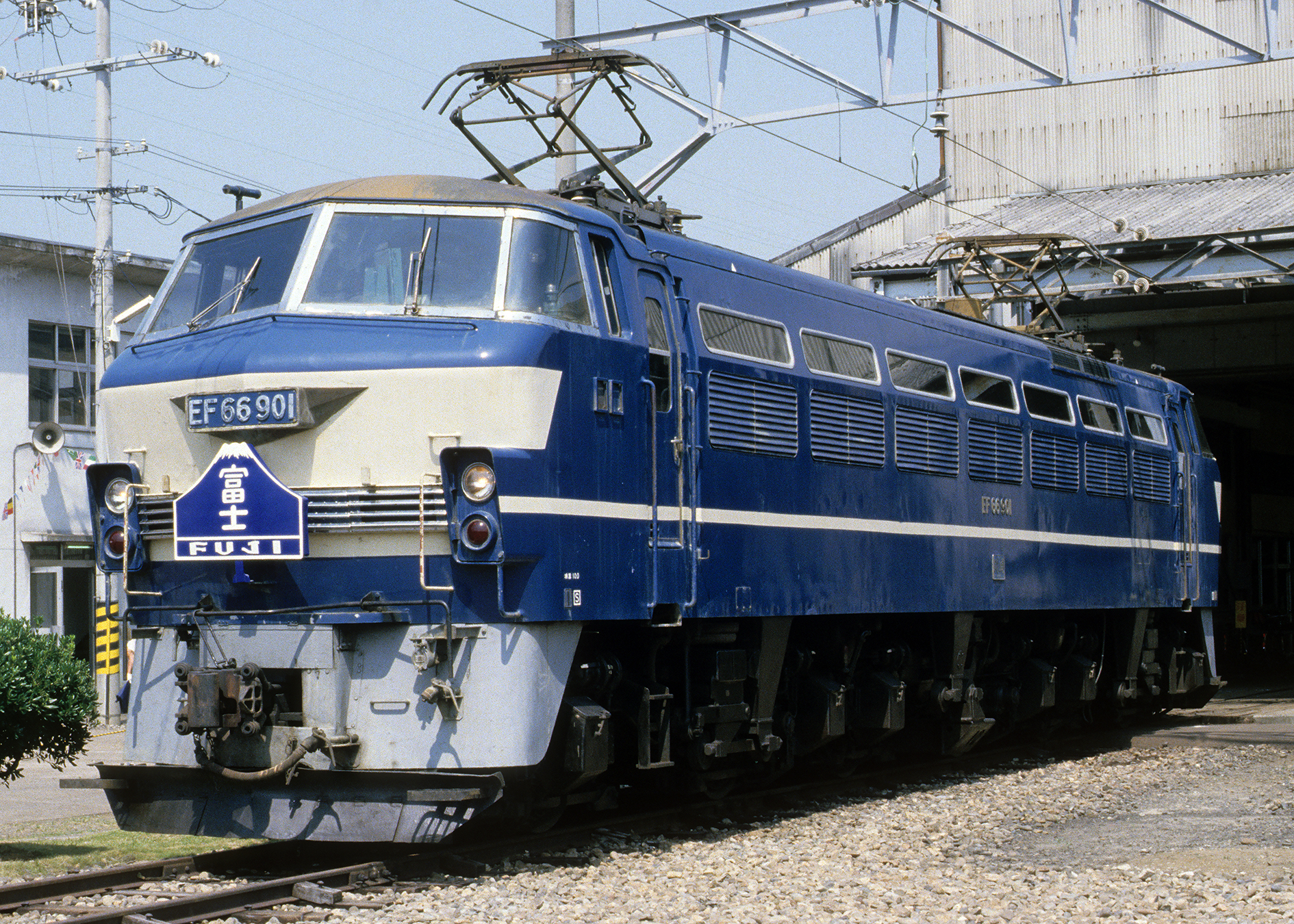
EF66 901（1985年、稲沢機関区）

昭和40年度第2次債務により、1966年9月にEF90形として川崎車輛+川崎電機で製作された。本形式の前身となる試作機である。最高速度 100 km/h の高速貨車コキ10000形・レサ10000形などと同時に試作され、各種試験に供された。外観上、正面窓の形状が若干異なる。中央の桟は幅が太く、隅の桟は量産車より内側に寄っている。また、側引き窓が2分割されている（量産車は1枚）。1968年、量産1次車が製作されたのと同時期に量産車と仕様を統一する改造を行い、量産車と同じEF66形に編入して番号をEF66 901に変更した。前面窓の桟の移設は1987年の全検入場時に行われたが、桟の幅は変更されなかった。
1987年のJR移行時にはJR貨物に承継され、吹田機関区に配置され貨物列車に使用された。1996年（平成8年）12月にヘッドマーク「さよなら901」を装着して走行し同月28日の2060レ（幡生 → 吹田）で運用から離脱、保留車となり2001年（平成13年）2月9日付で廃車され、現車は広島車両所構内で解体された。

### 基本番台
1968年から1974年にかけ55両が製作された。細部仕様の差異により1次車と2次車に区分される。

#### 1次車
1968年から 1969年（昭和44年）までに20両（1 - 20号機）が製作された。
試作車である901号機をベースに以下に示す改良がなされている。
- 抵抗バーニア制御器をCS27からCS27Aに変更。
- 界磁制御器をCS28からCS28Aに変更。
- 台車をDT133からDT133Aに、DT134からDT134Aに変更。
- 前方視界の改善のため、正面窓の桟を外側に移動。

また、16号機以降は車体肩部分の主抵抗器排熱口が2分割から4分割に、18号機以降は抵抗バーニア制御器がCS27AからCS27Bに、界磁制御器がCS28AからCS28Bに変更された。

#### 2次車
1973年（昭和48年）から 1974年まで35両（21 - 55号機）が川崎重工業で製作された。1次車と比較して多くの変更点がある。
外観での大きな相違は、前面窓直上に庇（ひさし）がついた点である。これは、集電装置スリ板で発生する金属粉やグリスによる汚れを防ぐためである。さらに、車体側面の点検蓋が車体中央のナンバープレート横に移設、前面誘導員用手すりの変更が行われた。前面ナンバープレート下の飾り帯にあった通風孔は廃止された。
内部機器の面では、抵抗バーニア制御器がCS27Cに、界磁制御器がCS28Cに変更された。電動発電機は補機・制御電源兼用とし、三相誘導電動機の採用と容量増強（5 kVA → 90 kVA）が行われたMH127A-DM84A形に変更された。補機類の電源が三相交流440 Vに変更されたことから、電動空気圧縮機はMH3064A-C3000形2基に、電動送風機はMH3036B-FK99A形2基に変更された。主電動機にはコンバインドシャント抵抗器が追加された。高速回転時の整流改善を目的とする対策で、後年に充当された寝台特急運用では最高速度 110 km/h での営業運転を行うため、本件対策がなされた2次車を中心に充当している。台車の空気ばねをベローズ式からダイヤフラム式に変更したために、両端台車の形式がDT133Bに変更された。
自動空気ブレーキ装置には単機増圧装置に加え、20系客車に搭載された編成増圧装置を作用させるための指令線を追設した。これは列車全体のブレーキシリンダ圧力を増加させる機構で、高速域からの非常制動時に制輪子と車輪の摩擦熱によって減衰する制動力を補うための装備である。
また、34号機以降は避雷器がLA15BからLA15Dに変更された。
2次車では振替台検が行われていた。振替台検とは1両分（両端台車2基と中間台車1基）を余分に用意して整備しておき、台検施行車の台車と取り換えることで入場期間を短縮し、取り換えられた台車を整備して次の入場に備えることを繰り返すものである。これによって本来1週間前後かかる施行期間が2日で済み、稼働率を向上させられた。この台検は国鉄分割民営化に際して2社に所属が分かれるため、1987年3月いっぱいで廃止された。
| 製造次 | 車両番号 | 製造所                  | 製造名目                                                                | 予算                |
| ------ | -------- | ----------------------- | ----------------------------------------------------------------------- | ------------------- |
| 1次車  | 1 - 6    | 東洋電機製造 汽車製造   | 100 km/h特急貨物列車新設用                                              | 昭和42年度第2次債務 |
| 1次車  | 7 - 13   | 川崎車輌 川崎電機       | 100 km/h特急貨物列車新設用                                              | 昭和42年度第2次債務 |
| 1次車  | 14       | 東洋電機製造 汽車製造   | 増発ダイヤでの不足両数追加                                              | 昭和42年度第3次債務 |
| 1次車  | 15       | 川崎車輌 川崎電機       | 増発ダイヤでの不足両数追加                                              | 昭和42年度第3次債務 |
| 1次車  | 16・17   | 川崎重工業 富士電機     | フレートライナー増発用                                                  | 昭和43年度第3次債務 |
| 1次車  | 18 - 20  | 川崎重工業 富士電機     | 汐留 - 東広島、下関 - 汐留間特急貨物列車増発                            | 昭和43年度第5次債務 |
| 2次車  | 21 - 25  | 東洋電機製造 川崎重工業 | 東海道・山陽地区フレートライナー増発用                                  | 昭和48年度第1次民有 |
| 2次車  | 26 - 31  | 川崎重工業 富士電機     | 東海道・山陽地区フレートライナー増発用                                  | 昭和48年度第1次民有 |
| 2次車  | 32・33   | 東洋電機製造 川崎重工業 | 増発「彗星」所要牽引機捻出用                                            | 昭和48年度第3次民有 |
| 2次車  | 34 - 44  | 東洋電機製造 川崎重工業 | 東海道・山陽・東北・山手貨物線貨物列車増発用 および身延線・飯田線増強用 | 昭和49年度第2次民有 |
| 2次車  | 45 - 55  | 川崎重工業 富士電機     | 東海道・山陽・東北・山手貨物線貨物列車増発用 および身延線・飯田線増強用 | 昭和49年度第2次民有 |

##### 改造
庇（ひさし）取り付け
運転台窓に飛散する汚濁防止として新製時に庇が未取り付けであった1次車を対象に1974年からの全般検査に合わせて行われたが、8両（5 - 7・13 - 17号機）の取り付けにとどまった。その後、1993年度から始まった#延命・更新工事に合わせて取り付けが再開され、11号機以外に取り付けられた。

### 100番台
JR移行後の貨物列車増発に対応するため製作された区分で、1989年から1991年にかけて33両が川崎重工業で製作された。川崎重工業の車両製作拠点は兵庫工場であるが、本区分は2次車の一部（10両）を除き、造船工場である坂出工場で製作された（101 - 123号機までの23両）。
これは1988年（昭和63年）当時の兵庫工場の業務が多忙であったことからで、当時の船舶事業本部坂出工場車両課を新設して対応した。坂出工場で艤装工事を行い、兵庫工場で機能試験と最終仕上げを行ったものである。このほか、同時期に新製したコキ100形（コキ100・101・102・103形）ならびにコキ104形（初期車）コンテナ車も同様に坂出工場車両課で製造した。同工場は後に川崎造船（現・川崎重工業船舶海洋カンパニー）に移管されたため、稀有な製作例である。
国鉄では1982年（昭和57年）10月に製造されたEF64形1000番台（1053号機）以降、機関車の新製は途絶えており、JR貨物で1989年（平成元年）2月に落成した101号機は、国鉄 - JRでは6年4か月ぶりの新製機関車である。
性能や基本的な構造は0番台の最終増備車を踏襲したが、各部の仕様を変更している。
外観は大きく変更され、前面部分は曲線を多用したデザインとなった。前面窓を大型化したうえで後退角を緩やかにした曲面ガラスとし、上面が大きく傾斜した意匠に変更された。基本番台2次車（EF66 21以降）にあった庇が廃止されたが、日除けのためのブルーフィルムが前面窓の正面上部に貼られている。車両番号表示（切り抜きナンバー）は、正面は前面窓の向かって右側の下、側面は向かって右側（2位・3位側）の乗務員室扉後方へ移され、書体も変更された。側面は向かって左側（1位・4位側）の乗務員室扉前方にはJRマーク、その下に「FREIGHT」の切り文字が設置された。
灯火類は正面中位に前照灯・標識灯を横方向に配置する。前面窓にはウィンドウォッシャーが装備され、乗務員室には冷房装置が搭載された。外部塗色は車体上部が濃淡ブルーの組み合わせ、下部がライトパープル、乗務員室扉は直流車を示す黄土色のJR貨物標準色である。
電動機・制御機器は新たな規制への対応や機器類の有害物質排除など細部に変更が見られる。電動機では、整流改善対策として基本番台2次車からコンバインドシャント抵抗器が用いられていたが、誘導コイルの見直しなどにより整流が改善されたため撤去された。機器類では従来用いられていた補助リレーの製造中止により代替品に変更、セレン整流器がダイオード化、アスベストの排除が行われるなど、時代に合わせた設計変更がされている。台車は、空気ばねの形状を550⌀1山ダイヤフラム式に変更したFD133C・FD134Bを使用する。
制動面では基本番台に改造で取り付けられたコキ50000形250000番台コンテナ車による100 km/h運転対応の減圧促進装置が当初から設けられている。また電磁ブレーキ指令装置は、編成増圧機能が省略され、単機増圧方式となり、従来の空気差圧感知式の電空帰還器から、ED79形電気機関車（50番台）同様のカム接点付きのブレーキ弁に変更されている。空気圧縮機は空気管などのドレンによる腐食を防止するため、除湿装置が追加されている。
連結器は、10000系貨車を牽引する機会がほとんどないことから、基本番台の密自連から一般的な並形自動連結器（並自連）に変更され、スカートの1位と4位にはMRPが設置されている。
仕様の差異により1次車と2次車に区分される。
1次車
1989年に8両 (101 - 108号機) が製作された。集電装置は0番台と同じPS22B下枠交差形パンタグラフを装備し、前面の灯火類は丸型のものを設置する。
2次車
1990年（平成2年）から1991年に25両（109 - 133号機）が製作された。単位スイッチ・高速遮断器の非アスベスト化、抵抗バーニア・界磁制御機器類の仕様の変更、集電装置の変更（PS22B → PS22D）を行なったほか、保守の簡素化のため、灯火類を一体化した角型形状・カバー付のものに変更した。屋根部分はロンテックスによる塗り屋根化を行い、外部塗色は1次車の塗り分けに加えて車体裾部に 100 mm 幅の青色の帯が追加された。手すりの陰に隠れるため、前面の切り抜きナンバーは位置を下げられた。
117号機以降は、乗務員室扉ならびに前面窓側面の上部にあった水切りが正面へと延伸され、前面窓上全体を覆うように改良された。

## 運用の変遷・現況

### 国鉄時代

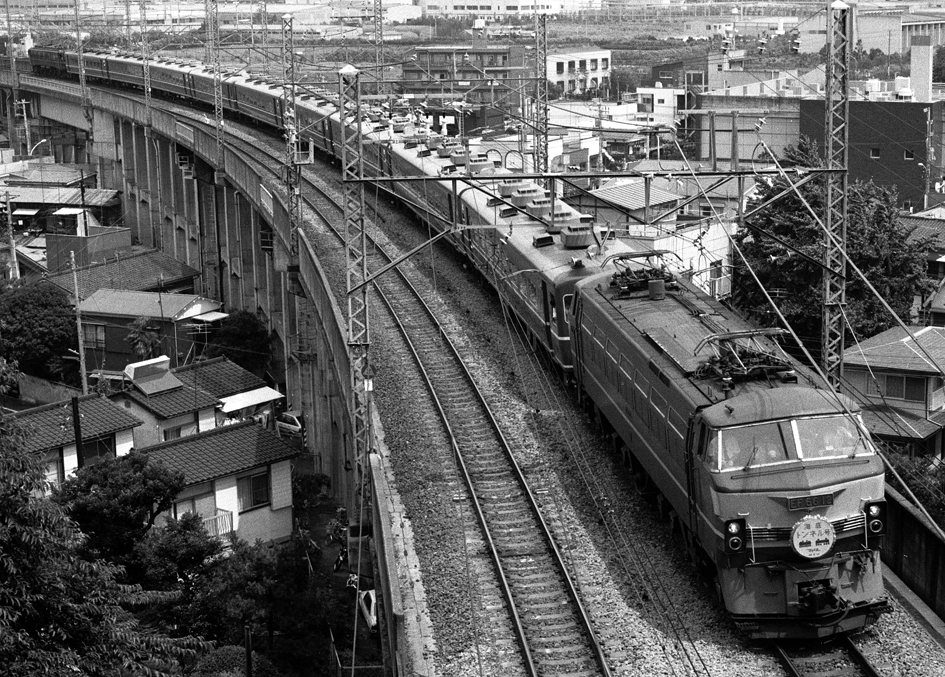
EF66 12牽引「貨物線海底トンネル号」（1984年8月22日 根岸線洋光台駅付近）

新製当初、901号機は吹田第二機関区（現・吹田機関区）に配置されたが、量産車は全車が下関運転所（現・下関総合車両所運用検修センター）に配置された。同機は姫路第二機関区に転属後、鷹取工場にて量産化改造を行ったうえで下関運転所に転属している。
1978年（昭和53年）から一部が広島機関区に転属し、貨物列車の大幅削減が実施された1984年（昭和59年）には広島機関区所属の車両が吹田機関区に転属している。転属後も引き続き東海道・山陽本線の貨物列車に使用された。
| 所属       | 車両番号                       | 備考                        |
| ---------- | ------------------------------ | --------------------------- |
| 下関車両所 | EF66 17 - 20・28・30 - 55・901 |                             |
| 吹田機関区 | EF66 1 - 16・21 - 27・29       | EF66 27・29は下関からの転属 |

その後、1985年3月14日のダイヤ改正の際、2次車の一部（21・30・34・38・40 - 55号機）が寝台特急「あさかぜ」「さくら」「はやぶさ」「みずほ」「富士」の東京駅 - 下関駅間での牽引に転用された。これは貨物列車削減により運用に余裕が出たことに加え、「はやぶさ」の編成中にロビーカーを増結して牽引定数が増加、EF65形では牽引力不足になるための措置である。
1986年（昭和61年）夏頃から901号機と1次車の一部（17 - 20号機）が東京駅 - 下関駅間のブルートレインの牽引に使用された。また、国鉄分割民営化を見据えて、貨物列車牽引機に充当される17 - 20・28・30 - 39・901号機が、1986年（昭和61年）11月1日付で下関運転所から吹田機関区に転属した。車輛運用の都合でJR貨物所属機（20号機）が使用される事もあった。

### JR貨物

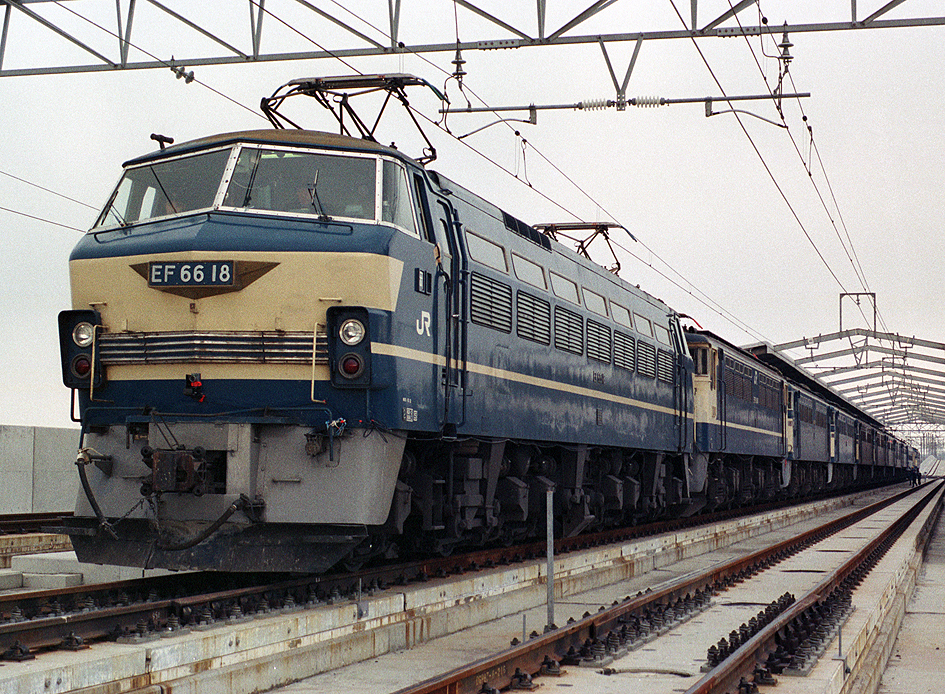
EF66 18牽引本四備讃線重量試験列車（1988年、宇多津駅）

分割民営化時には40両（1 - 39・901号機）を承継し、その後100番台33両を製作して73両体制となった。
国鉄から承継した車両は全て吹田機関区に配置され、100番台は吹田機関区・岡山機関区・広島機関区に分散配置されていたが、1996年3月16日のダイヤ改正で73両すべてが吹田機関区配置となった。また1999年（平成11年）から2002年（平成14年）にかけてJR西日本から41・44・52・54号機の4両を譲り受けている。
コキ100形貨車登場後は、100番台と同様にスカートの1位と4位側へのMRPの増設が、後にJR西日本から移籍した車両を含めて全機に施工された。
基本番台機に対しては乗務員室に冷風装置の取付を実施している。1988年（昭和63年）に試験的に取付を実施し、1991年から本格対応として電源容量の大きい21号機以降に取付を実施している。
1988年には18号機が瀬戸大橋の荷重試験列車の一部として使用された。

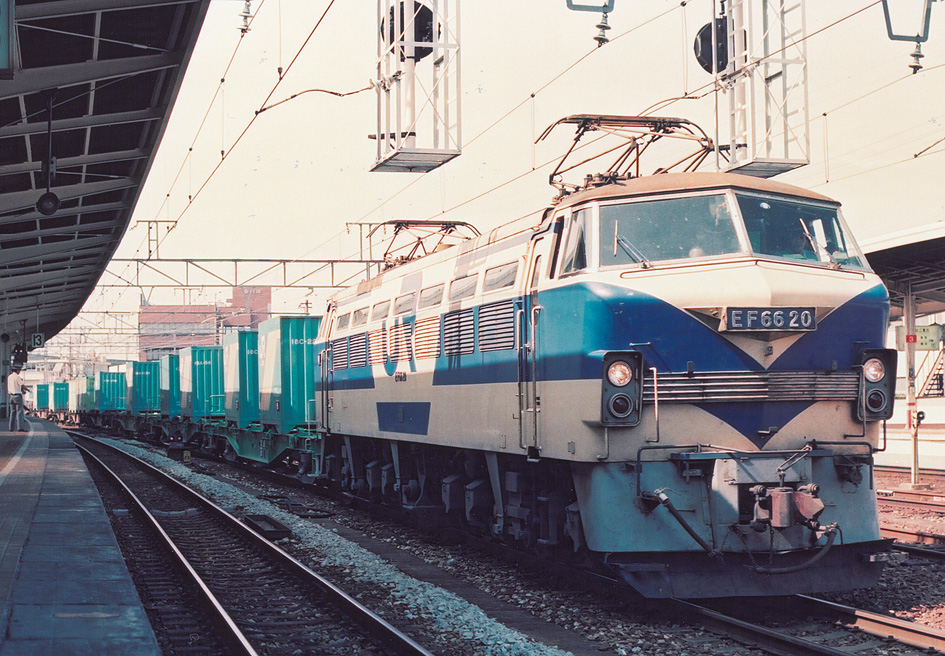
EF66 20 試験塗装

分割民営化後の1987年8月に、20号機が試験塗装としてクリーム色ベースに青のライン、車体側面中央に大きなJRマークという塗り分けで登場した。同車は後に更新工事によって、旧更新色、新更新色と塗装が変更され、三度にわたって外観が変化したが、2010年3月16日付で除籍され、広島車両所で解体された。
1993年（平成5年）からは基本番台の延命・更新工事が行われている。
東海道・山陽本線中心の運用であったが、1998年（平成10年）10月には東北本線黒磯駅までの運用が追加された。2000年代に入ってからはEF65形から本形式に運用が置き換えられた線区・列車もあるが、基本番台は製造から30年以上が経過して老朽化が進行していたため、EF210形によって置き換えられる事となり、2001年には試作機の901号機および更新車を含む基本番台に初めて廃車が発生した。
2016年（平成28年）3月1日時点では、吹田機関区に基本番台6両（21・26・27・30・33・36号機）、100番台33両 (101 - 133号機) の合計39両が配置されていた。2018年（平成30年）3月のダイヤ改正時点では東海道本線、山陽本線幡生駅以東区間、武蔵野線越谷貨物ターミナル駅以西で運用されていた。2019年（平成31年）3月のダイヤ改正以降は東海道本線、山陽本線東福山駅以東、武蔵野線越谷貨物ターミナル駅以西、東北本線宇都宮貨物ターミナル駅までの区間で運用されていた。
しかし上記の基本番台6両に関しても27号機を除く5両（21・26・30・33・36号機）が廃車となり、2020年（令和2年）8月時点で稼働状態にある基本番台は27号機のみとなっていた。同機は27という数字にちなみ、鉄道ファンから「ニーナ」という愛称で親しまれていたが、2022年3月のダイヤ改正で定期運用を離脱した。同年5月の吹田機関区でのイベントでは「惜別」「ありがとう」と書かれたヘッドマークを掲出して展示されたが、同年中に全般検査の期限切れを迎える。
100番台に関しても、上記と同様でEF210形による置き換え対象に含まれているため、一部運用を離脱している。2020年には104号機が初の廃車となった。
11号機は東日本旅客鉄道（JR東日本）に無償譲渡された後、鉄道博物館での保存展示のため連結器の空気管再設置やMRP管撤去など原型への復元作業を行った後、建設中の博物館建屋に搬入された。
30号機は広島車両所にて若手社員の技能向上を名目に更新色へ再塗装され、2018年以降の広島車両所の一般公開にて展示されていたが2022年1月に同所で解体された。。
35号機はJR西日本に無償譲渡された後、京都鉄道博物館での保存展示のため冷房装置撤去と国鉄色塗装への復元作業が行われ、建設中の博物館建屋に搬入された。

#### 延命・更新工事
| EF66 7（旧更新色） |  | EF66 33（新更新色）屋根上に冷房装置が設置されている。 |
| EF66 7（旧更新色） |  | EF66 33（新更新色）屋根上に冷房装置が設置されている。 |

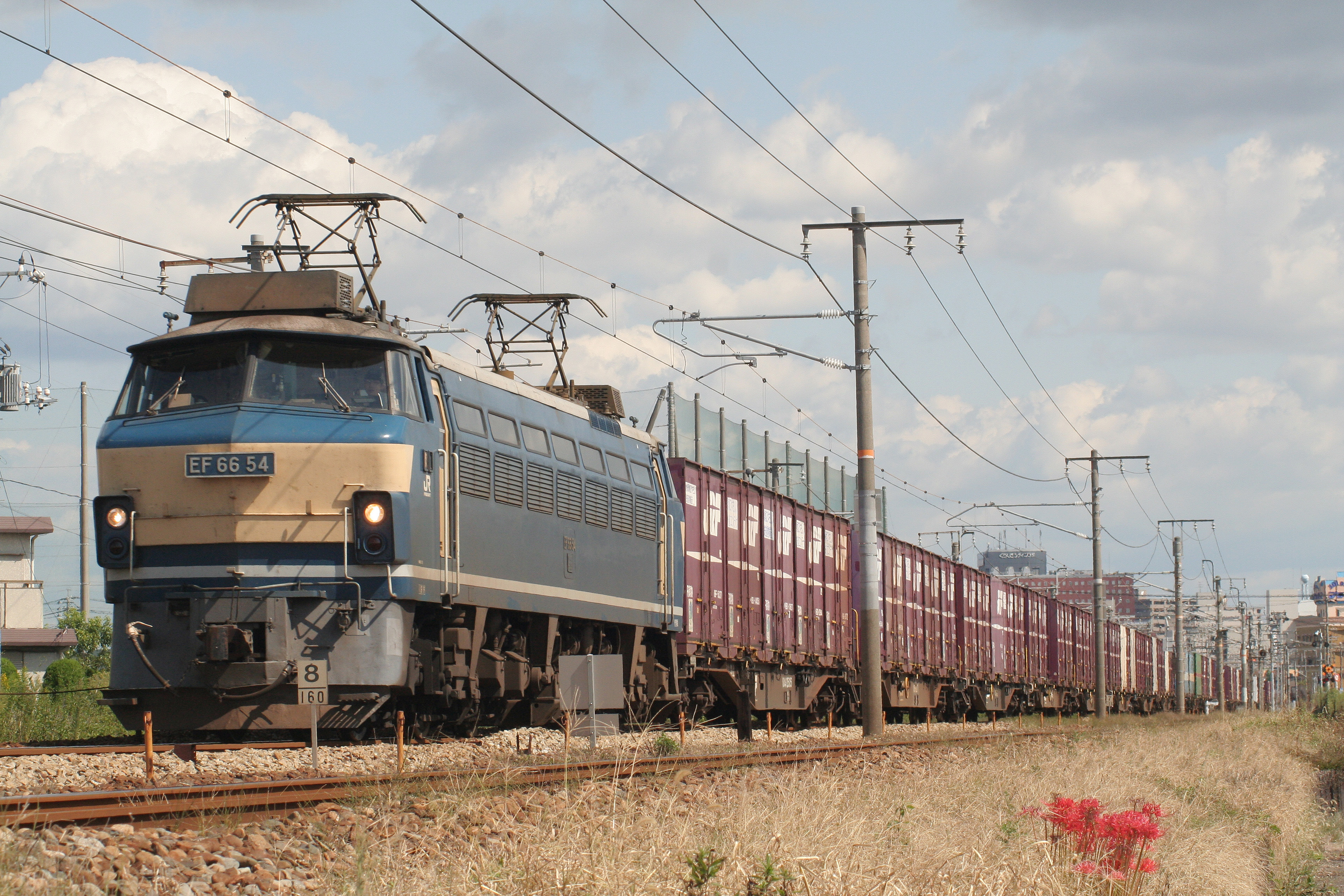
EF66 54（新更新色）
車体裾に白色の太帯を配し、手摺が白色に塗装されていることが特徴。

1993年から2006年（平成18年）にかけて、内部機器の更新、側引き戸のステンレス化、前面ナンバープレート部の装飾および前照灯間のステンレス飾り帯の撤去などが行われた。施工済機は車体塗色を変更している。JR貨物所有の0番台全車に施行する予定であったが、最終的に1 - 5・7 - 10・12・13・16 - 39・41・44・52・54号機に施行された。
更新工事を施工した車両には塗装変更を施した。この変更は、100番台機と似た塗り分け（車体側面ルーバー位置を基準に、それより上部をディープブルーで塗装）でナンバープレートも100番台と同様に運転台直下に移設することも考えられた。最終的に、前面塗り分け位置のみを更新前と同じ位置にまで上昇させ、ナンバープレートの位置は更新前と同じとした。後に更新機の塗装が変更されたことから旧更新色とも呼称される。
2004年（平成16年）施工のEF66 54以降は外部塗色が変更され、車体を青15号、正面と車体裾部にクリーム色1号を配した、国鉄色に近似するものとなった。旧更新色と比べて色あせや汚れが目立たずにマスキングの手間を省くことができる塗装として採用され、この塗色は新更新色とも呼称される。最終的に9・10・12・16・17・19 - 26・28 - 39・41・44・52・54号機が新更新色となった。初期に塗装が変更された16・19・20・54号機とそれ以外の車両では、手摺や車体裾帯の色などで若干の相違が見られる。
2006年9月に0番台最後となる更新工事を施工した27号機は、ほぼ国鉄塗装のままで出場した。「JR FREIGHT」のロゴ追加や腰板撤去に伴う製造銘板の移設、庇部分を含む屋根のグレー塗装化などごくわずかの変更にとどまった。

### JR西日本

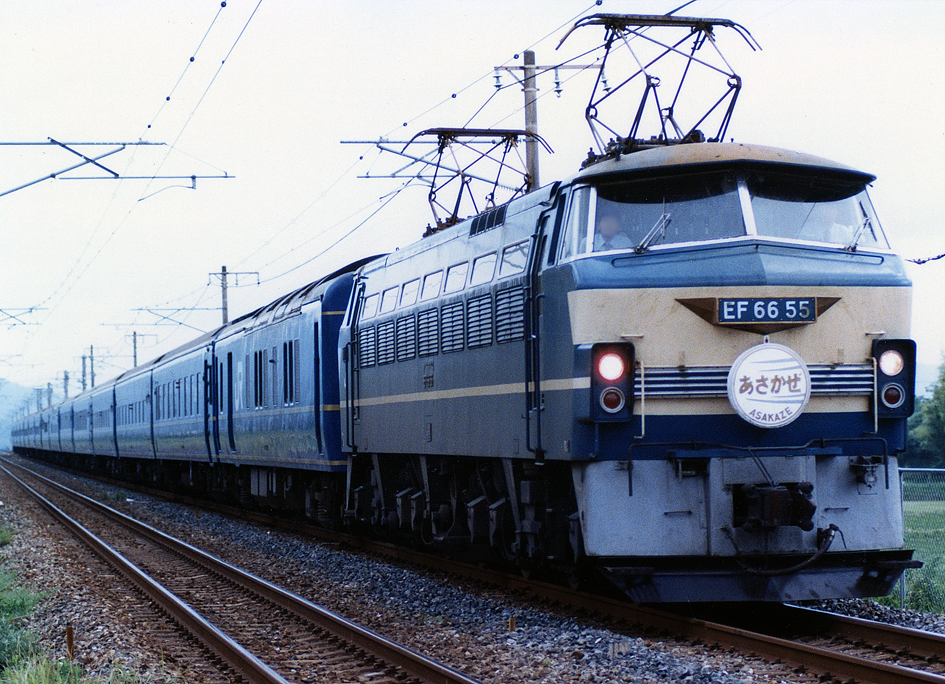
EF66 55牽引「あさかぜ1号」
（1988年）

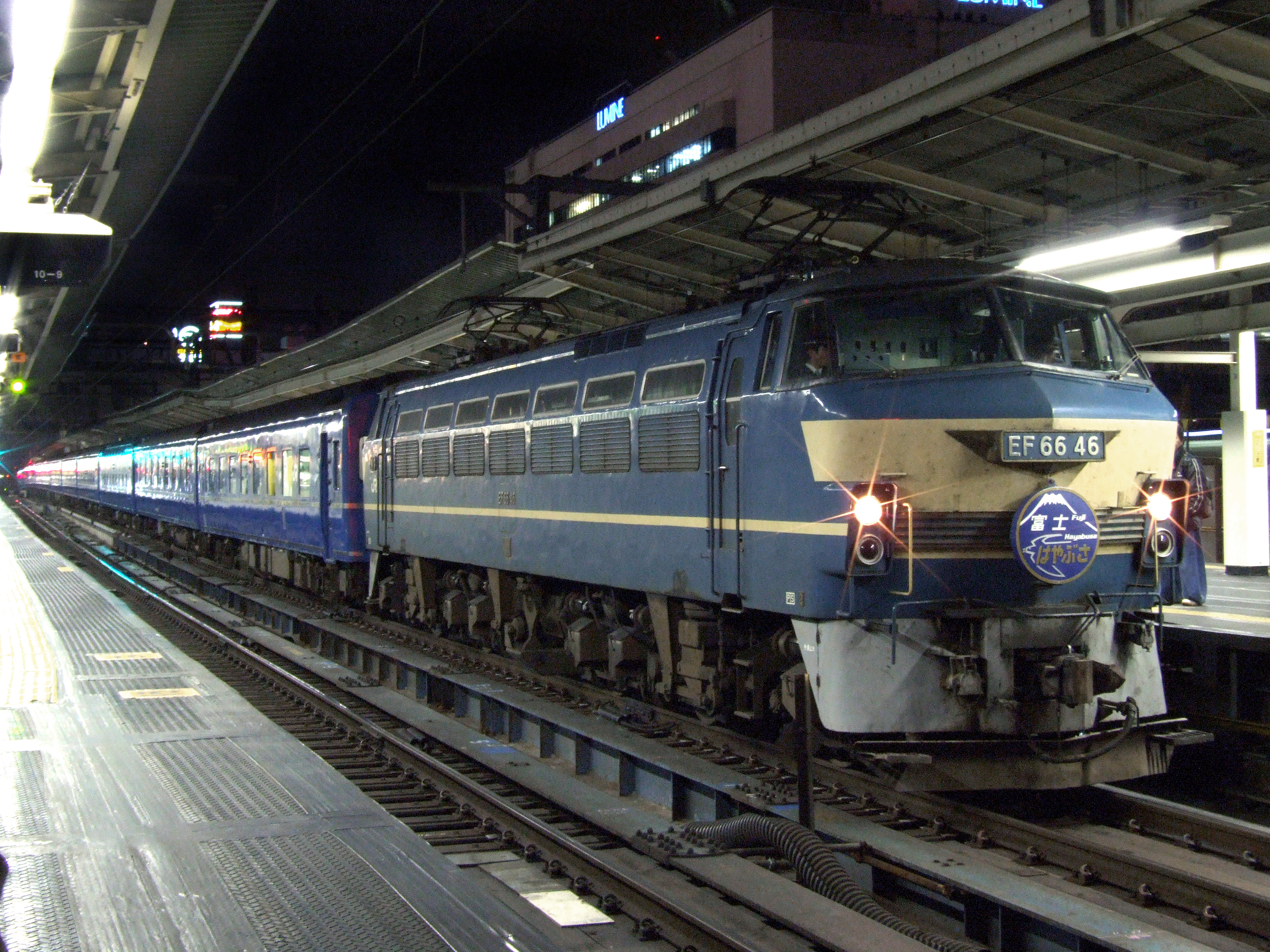
EF66 46が牽引する「富士・はやぶさ」（2008年12月）

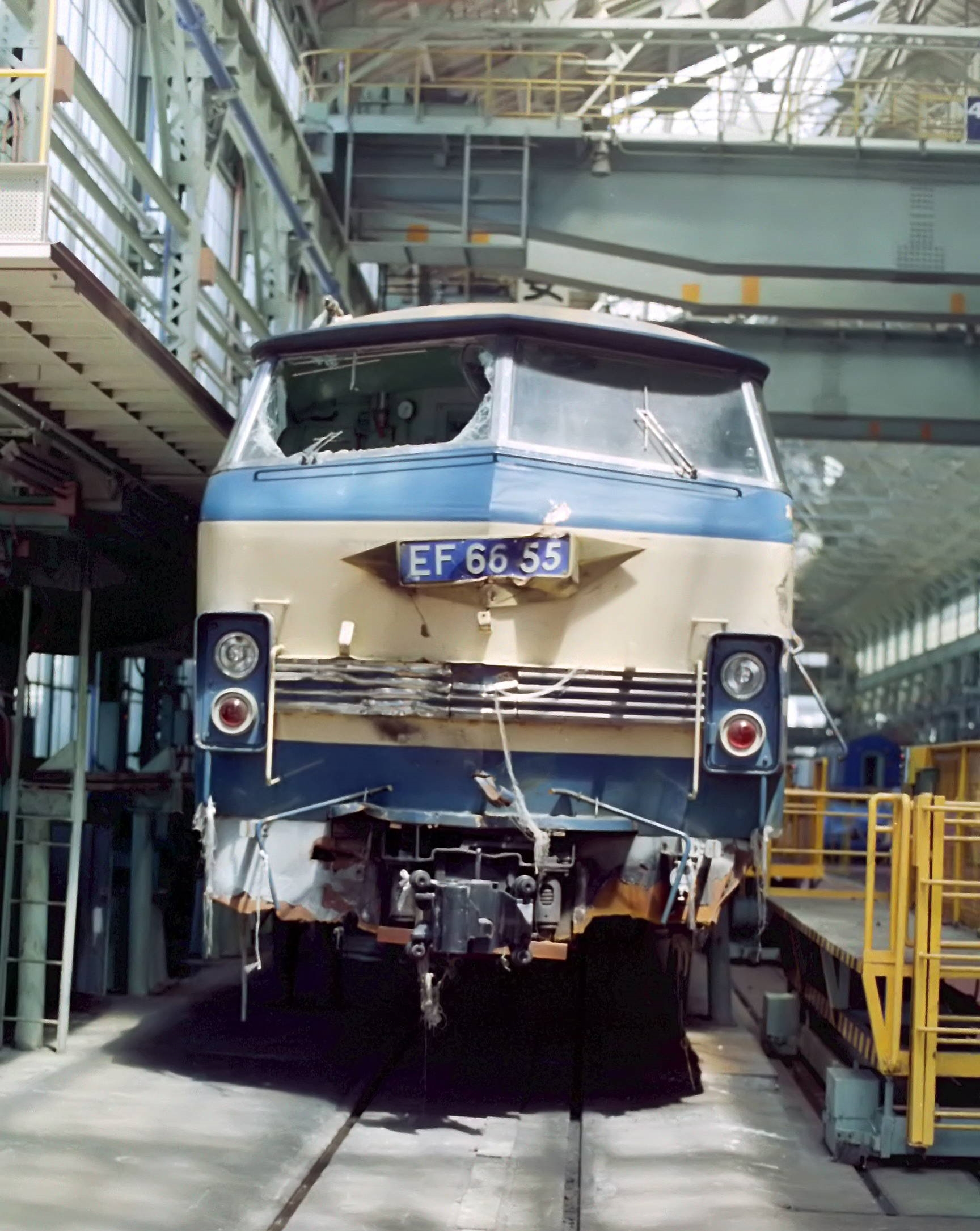
鷹取工場で修理中のEF66 55（1992年8月30日）

分割民営化時にはEF66 40 - 55の16両を承継した。「あさかぜ」「さくら」「はやぶさ」「みずほ」「富士」の東京駅 - 下関駅間での牽引で運用された。
1990年3月のダイヤ改正より、「あさかぜ2号・3号」および「瀬戸」の電源車の一部が、架線集電方式を採用したスハ25形300番台に改められたことから、緊急時に同車のパンタグラフを降下させるための装置が運転席に設けられ、指令用ジャンパ栓（KE70HE）が連結器左横に増設されている。一部の車両は検査出場時に台車・床下機器がグレーに塗装されている。
東海道・山陽本線系統の寝台特急牽引のほか、保安装置としてATS-Pを搭載することから、首都圏方面への団体臨時列車牽引にも用いられた。
1994年（平成6年）12月のダイヤ改正で「みずほ」と「あさかぜ」1往復が廃止となったのを皮切りに、東海道・山陽本線の寝台特急が徐々に削減されたため余剰が発生。1995年（平成7年）5月11日付で40号機が本形式初の廃車、55号機は1992年（平成4年）4月8日に寝台特急「さくら」を牽引中、山陽本線須磨駅 - 塩屋駅間で線路内に転落したトレーラーに衝突して大破し復旧されたが、蛇行動など不具合の頻発により、1997年（平成9年）2月22日付で廃車となり、1999年（平成11年）から2002年（平成14年）にかけて41・44・52・54号機がJR貨物に移籍した。

以後、下関地域鉄道部下関車両管理室に10両（42・43・45 - 51・53号機）を配置し引き続き使用されたが、寝台特急の運用は漸次減少し、最後まで残存した「富士」「はやぶさ」（東京駅 - 下関駅間）の運用が2009年3月14日ダイヤ改正の列車廃止に伴い定期運用が消滅。その後、8両が廃車され、EF66 45・49の2両のみ残存した。以後は臨時の工事列車（工臨）などに用いられたのち、2010年9月20日付で廃車となり、JR西日本所属車は消滅している。

## 保存機
| 画像 | 番号                        | 所在地                                                   | 備考 |
| ---- | --------------------------- | -------------------------------------------------------- | --- |
|      | EF66 11                     | 埼玉県さいたま市大宮区大成町3丁目47 鉄道博物館           | JR貨物で廃車後、2004年から2006年にかけて広島車両所公開イベントで展示されていたが、展示用としてJR東日本に譲渡。2007年（平成19年）5月21日に大宮まで回送され、展示のための整備を受けた上で鉄道博物館に収蔵された。廃車となるまで運転台上部に庇（ひさし）が取り付けられず、パンタグラフがPS17のままであった。展示にあたり、撤去されていた連結器の空気管の再設置や、元空気溜管の撤去など、原形に復元する改造が施されている。 |
|      | EF66 45 ※前頭部のみ         | 埼玉県さいたま市緑区美園6丁目9-10 ほしあい眼科           | 2010年秋に南福井駅で第2エンド側前頭部をカットモデル化し、2012年5月8日に搬入された。搬入後は2年近くブルーシートに覆われたままとなっていたが、2014年3月14日から板金修理を開始、車両の塗装や外構・舗装工事を実施し、線路が設置された駐車場に移設が完了した。 |
|      | EF66 35                     | 京都府京都市下京区観喜寺町 京都鉄道博物館                | EF66 11と同じくJR貨物で活躍したのち、展示用としてJR西日本に譲渡された。その後、冷房装置を撤去し、国鉄塗装に変更されている。2015年（平成27年）1月4・5日限定で旧梅小路蒸気機関車館の扇形庫で展示されたのち、京都鉄道博物館の開館に伴い屋内で展示されている。 |
|      | EF66 10 ※前頭部のみ         | 京都府京都市下京区観喜寺町 京都鉄道博物館                | 第1エンド側運転台の下半分のみカットモデルとして展示。 |
|      | EF66 45 EF66 49 ※前頭部のみ | 京都府京都市右京区嵯峨天龍寺車道町 ジオラマ・京都・JAPAN | 2両とも、第1エンド側運転台部分のみのカットモデルとして展示。2010年9月18・19日に下関から南福井駅まで回送され、現地でカットモデル化されたのち、嵯峨野観光鉄道に運び込まれた。 |
|      | EF66 49 ※前頭部のみ         | 京都府木津川市木津川原田35-7 パン オ セーグル            | 2010年秋に南福井駅で第2エンド側前頭部をカットモデル化し、JR貨物北陸ロジスティクスで整備・再塗装され、2011年6月15日に搬入が完了し、1階店頭にて展示されている。 |
|      | EF66 1                      | 広島県広島市東区矢賀5丁目1-1 広島車両所                  | 運用離脱後、国鉄色に復元の上で保存されている。ただし、2エンド側はナンバープレート台座と飾り帯が装着されていない、新更新色の仕様である。車両所内で訓練車として使用されることもある。 |